# Inspektorat Graniczny Straży Celnej „Działdowo”

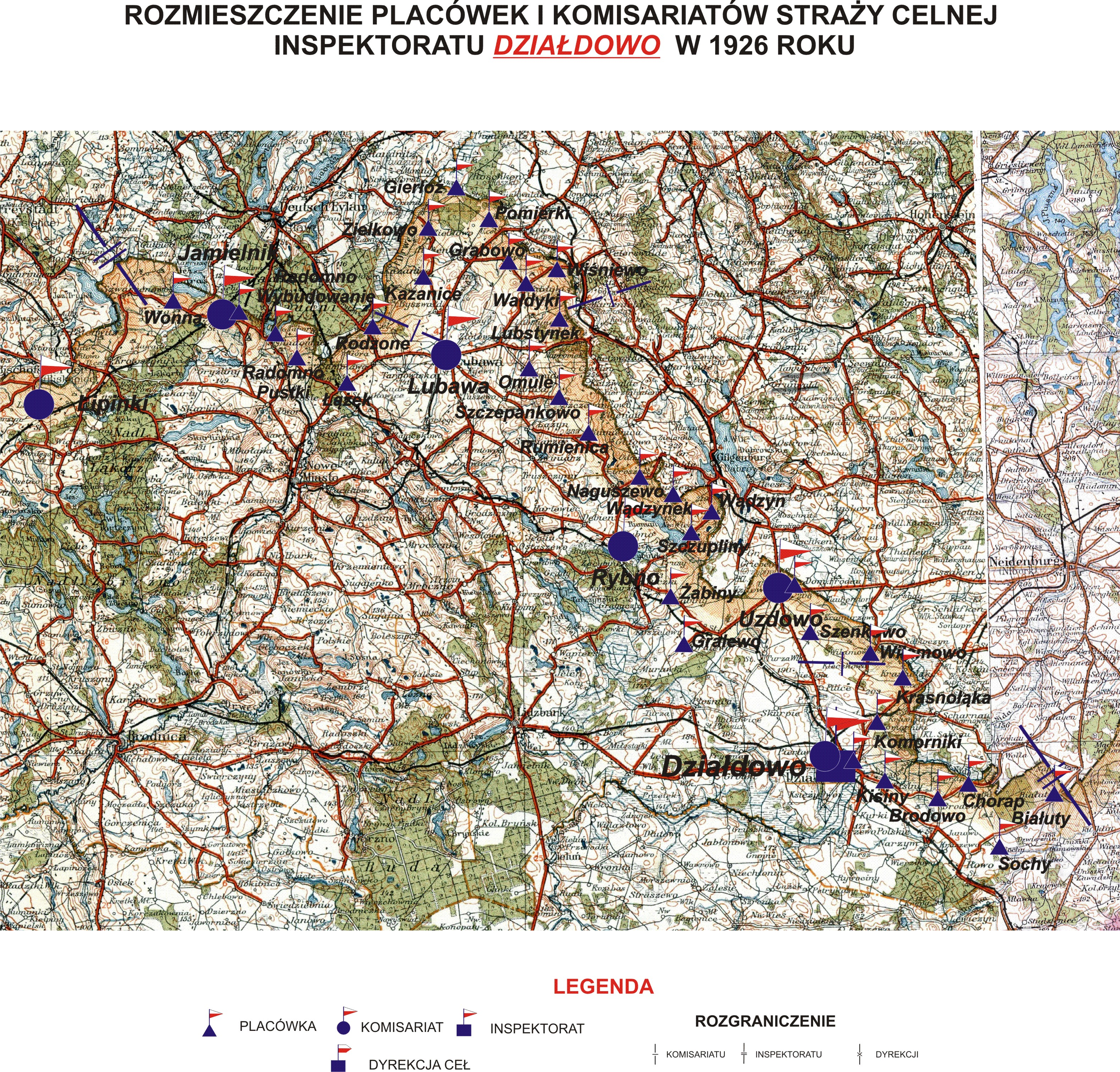
Rozmieszczenie placówek i komisariatów SC Inspektoratu „Działdowo” w 1926 roku

Inspektorat Straży Celnej „Działdowo” – jednostka organizacyjna Straży Celnej pełniąca służbę ochronną na granicy polsko-niemieckiej w latach 1921–1928.

## Formowanie i zmiany organizacyjne
Na wniosek Ministerstwa Skarbu, uchwałą z 10 marca 1920 roku, powołano do życia Straż Celną. Od połowy 1921 roku jednostki Straży Celnej rozpoczęły przejmowanie odcinków granicy od pododdziałów Batalionów Celnych. Proces tworzenia Straży Celnej trwał do końca 1922 roku. Inspektorat Straży Celnej „Grajewo”, wraz ze swoimi komisariatami i placówkami granicznymi, znalazł się w podporządkowaniu Dyrekcji Ceł „Poznań”. W 1926 roku w skład inspektoratu wchodziło 5 komisariatów i 34 placówki Straży Celnej.
Rozporządzeniem ministra skarbu z 30 czerwca 1927 roku rozpoczęto reorganizację Straży Celnej. Odtąd Naczelny Inspektorat Straży Celnej podlegał bezpośrednio ministrowi skarbu, a Naczelnemu Inspektoratowi podlegały inspektoraty okręgowe. Te ostatnie przejęły kompetencje dyrekcji ceł. Inspektorat Straży Celnej „Grajewo” przemianowany został na Inspektorat Graniczny Straży Celnej „Grajewo” i wszedł w podporządkowanie Mazowieckiego Inspektoratu Okręgowego Straży Celnej .
Na podstawie rozkazu Inspektora Okręgowego z 2 kwietnia 1928, kierownik inspektoratu „Działdowo” przekazał komisariat „Działdowo” Inspektoratowi Granicznemu „Chorzele”.
Na podstawie rozkazu Mazowieckiego Inspektora Okręgowego nr 4 z 27 kwietnia 1928, kierownik inspektoratu „Działdowo” przekazał komisariaty „Rybin”, „Lubawa” i „Jamielnik” Inspektoratowi Granicznemu „Grudziądz”.

## Służba graniczna
Sąsiednie inspektoraty
- Inspektorat Straży Celnej „Chorzele” ⇔ komisariat Straży Celnej „Janowiec Kościelny” z Inspektoratu Straży Celnej „Praszka” ⇔  Inspektorat Straży Celnej „Grudziądz” − 1926

## Funkcjonariusze inspektoratu
Obsada personalna w 1927:
- kierownik inspektoratu – starszy komisarz Seidler Wiślański
- pomocnik kierownik inspektoratu – komisarz Stanisław Gruchała

## Struktura organizacyjna
Organizacja inspektoratu w 1926 roku:
- komenda – Działdowo
- komisariat Straży Celnej „Działdowo”
- komisariat Straży Celnej „Uzdowo”
- komisariat Straży Celnej „Rybno”
- komisariat Straży Celnej „Lubawa”
- komisariat Straży Celnej „Jamielnik”